# Distrito de La Perla
El distrito de La Perla es uno de los siete distritos que conforman la provincia constitucional del Callao en el Perú. Tiene una población superior a los 63.000 habitantes en 2.79 kilómetros cuadrados. Limita al norte, con el distrito de Bellavista; al este, con el distrito de San Miguel; al sur, con el océano Pacífico; y al oeste, con el distrito del Callao.

## Historia

### Época prehispánica
Referente a la historia del distrito de La Perla, debemos hacer una retrospectiva a la época Prehispánica pues siendo parte del Callao tenemos que recordar que la población indígena que habitó el valle de las costas chalacas fueron inmigrantes collas, quienes heredaron su bravura y alegría propia de los Aymaras. Vestigios de esta época fueron descubiertos y estudiados en 1906 por Max Uhle, en los acantilados de las playas perleñas "Los Kookemondingos o Basurales Pre Incas". Eran conchales reveladores de una población que afincaba en las partes altas del acantilado y tenían en la pesca su principal fuente de alimentación.
El mismo Regel exponía el estudio de la existencia de un río prehistórico o brazo del río Rímac, que atravesando el Valle se dirigía hacia antiguos puquíos en las chacras Aguilar y Chacra Alta, cruzando detrás del actual Colegio Militar Leoncio Prado, desembocando en una ribera hoy cubierta por el mar. La bravura del mar no hizo sucumbir a sus pobladores, por el contrario, formó a los primeros chalacos que construyeron "El Callejón de Maranga o Sendero Incaico"; camino que llegaba a las murallas imperiales que se dirigían al Cusco. Parte de este camino cruzaba La Perla Alta actualmente destruido por el levantamiento de modernas urbanizaciones.
Cuando se trazó la construcción de la Av. Progreso (hoy Venezuela), se descubrió de manera casual una huaca con residuos de utensilios rústicos la cual se encuentra sepultada por la pista de concreto. Otro hallazgo se realizó en 1958, una huaca sobre un cerrillo artificial de adobes en forma de conos, presumiblemente utilizado como santuario, el cual se ubicaba en las intersecciones del Óvalo Saloom y la Av. Venezuela. Al ocurrir el terremoto y maremoto de 1746, el Callao y sus alrededores quedaron completamente desolados y de los 5,000 habitantes tan solo se salvaron 200. El Virrey José Antonio Manso de Velasco, fundó la ciudad de Bellavista, zona alejada del mar, en precaución de nuevos desastres marinos y dentro de ese territorio ubicamos 10 zonas que con el devenir de los años sería la ciudad ecológica de La Perla en la que fueron afincando inicialmente gentes de la clase alta de la capital.
Se descubrieron huacas entre La Perla y lo que es hoy San Miguel, esto afloró mayormente cuando se inició la construcción de la pista Progreso, hoy Av. Venezuela. Se encontraron restos de telas, utensilios de la cultura Maranga, todo esto coincidente con los relatos y crónicas de Pedro Cieza de León, célebre cronista español. La Perla se caracteriza por la bravura del mar, antes perteneció como hemos dicho al Distrito de Bellavista, siendo su territorio accidentado, la gente para identificarla la llamó Perla Alta y Perla Baja. En 1926 La Perla no estaba aún incorporada a la zona urbana del Callao. Surge la compañía urbanizadora La Perla integrada por distinguidos capitalistas nacionales que alentaron a muchos a comprar con grandes facilidades terrenos y casas a construirse en esta zona que goza de excelente clima. El Ing. Héctor Boza construyó su Palacete, el mismo que hoy luce completamente remozado, construyó un hermoso malecón costanero que llegaba hasta el Molino Santa Rosa con dirección a La Punta y del Sur hasta los límites con el hoy Distrito de San Miguel; las constantes salidas del mar lo destruyeron; se construyó una avenida ancha llamada Las Palmeras pues había cuatro filas de ellas (hoy Av. Santa Rosa). Se construyó la casa de verano del Presidente de la República y muchas otras hermosas casas con techo a dos aguas, todas ellas venidas a menos por descuido. Se inició la construcción del muelle y rada para yates y pequeñas embarcaciones pero ya hemos dicho, lo característico de la zona es la mar brava y lo que se había adelantado en meses fue borrado en un solo instante.

### Creación del Distrito
Fue creado por Ley N.º 15185 del 22 de octubre de 1964, en el primer gobierno de  Fernando Belaúnde Terry. El nuevo distrito se segrega de Bellavista. 
La Perla como Distrito de la Provincia Constitucional del Callao, fue creado el 22 de octubre de 1964, durante el primer gobierno constitucional del Arq. Fernando Belaúnde Terry, mediante la dación de la Ley N.º 15185, pero por problemas administrativos fue reconocida oficialmente el 4 de noviembre del mismo año, determinándose así su separación definitiva del Distrito de Bellavista. Por otro lado, al ejecutarse las obras urbanísticas de viviendas entre la Av. Pacífico, Callao y Castilla, aproximadamente en el año 1977, se hallaron vestigios de lo que fue la "Ollería", un centro artesanal para una clientela de gusto refinado. De esta zona se tenía referencia por la Crónica del Perú de Cieza de León, más aún, no se detuvieron las obras. La arqueología queda cubierta por el asfalto y enterrando la historia del territorio que forma parte de la jurisdicción del Distrito de La Perla.
La Perla sigue su evolución vertiginosa, siendo joven como Distrito. Se creó para albergar a la clase alta de la época republicana. En la revista mundial de 1924 se leían artículos referentes a la nueva ciudad que se levantaba a las orillas del mar como un balneario pintoresco moderno y progresista. Las primeras construcciones se edificaron frente al mar, luego continuaron en zonas aledañas a la Av. Las Palmeras (hoy Av. Santa Rosa), llamada así por las palmeras altas y frondosas que cubrían este camino. Su primer alcalde fue el Dr. Mario Alegría quien organizó su municipio. Actualmente tienen nuevas urbanizaciones, avenidas bien trazadas, construcciones modernas, aunque también quedan muchas zonas tugurizadas. Lo que es hoy el Colegio Militar Leoncio Prado, era el lugar del Cuartel de la Guardia ChaIaca. Su población debe estar bordeando los 70,000 habitantes aproximadamente

## Galería

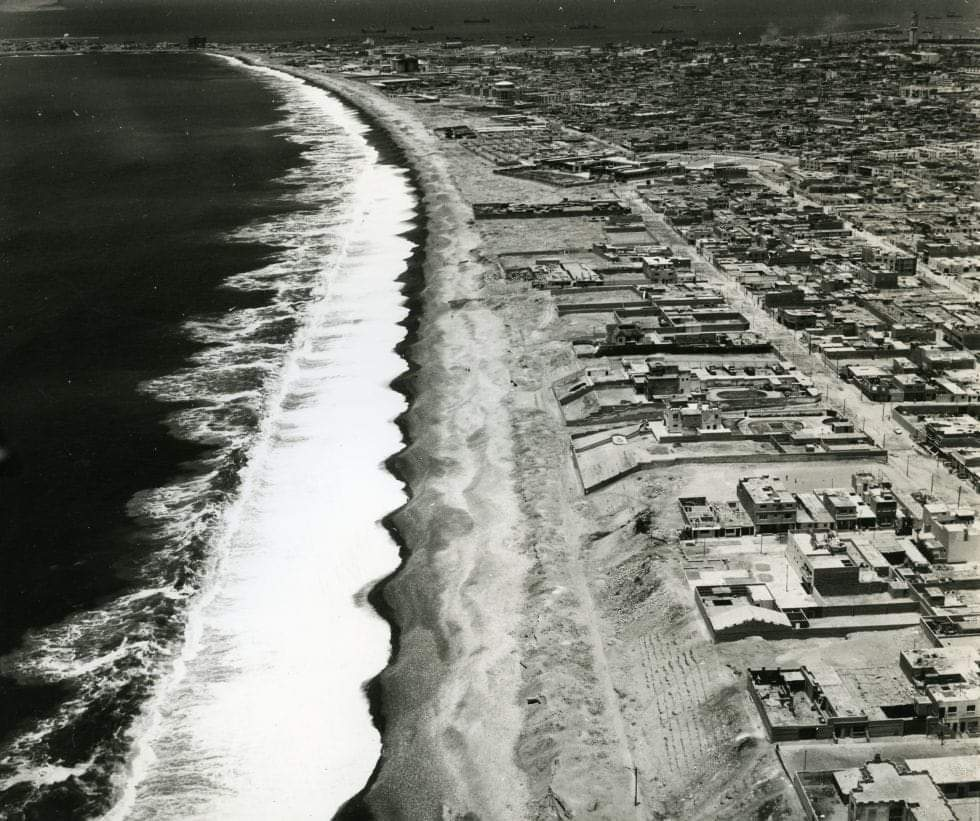
Vista Panorámica de hasta El Callao en 1930
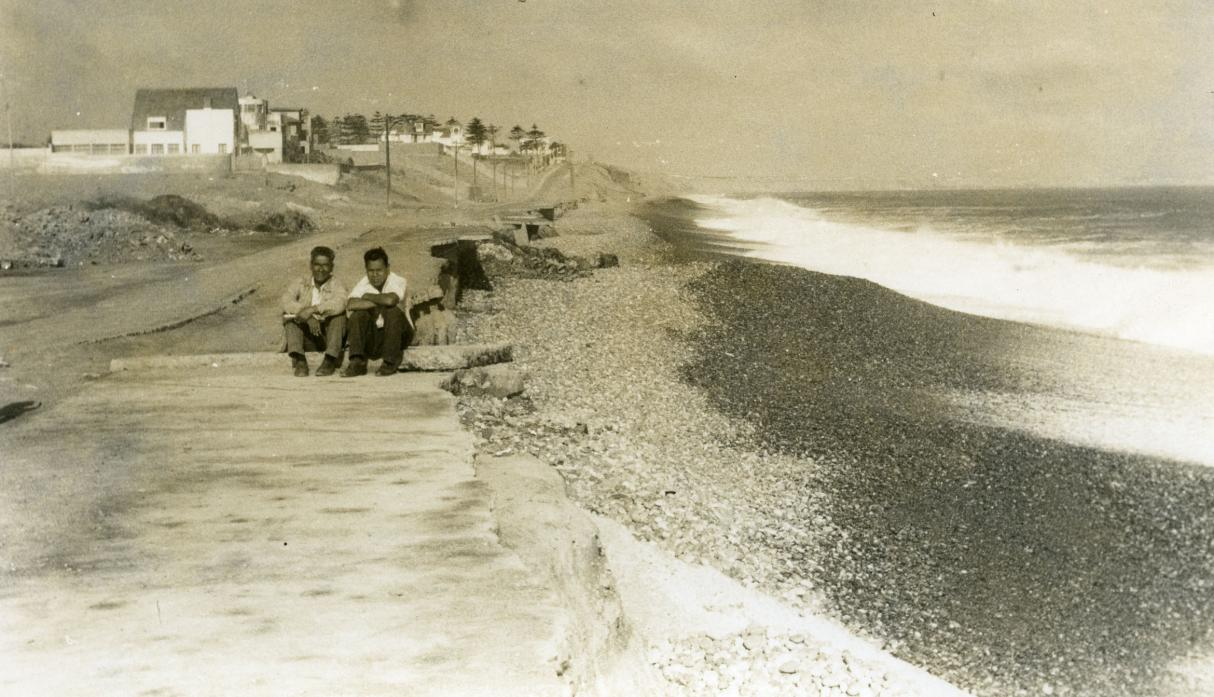
Costanera abatida por el mar
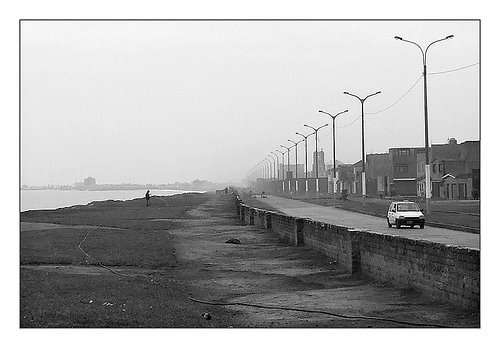
Vista de la avenida Costanera
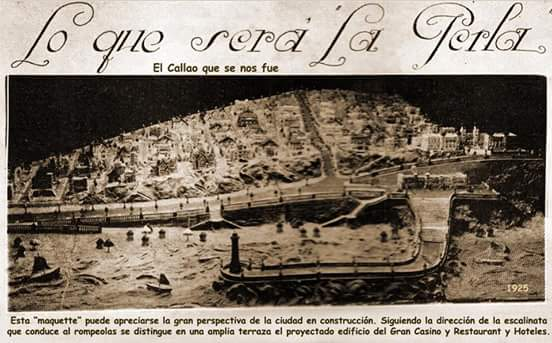
Planos del Malecón